# توماس ديفيز (سياسي أسترالي)
توماس ديفيز (بالإنجليزية: Thomas Davies)‏ هو سياسي أسترالي، ولد في 30 أكتوبر 1881، وتوفي في 11 سبتمبر 1942. حزبياً، نشط في حزب العمال الأسترالي. وقد انتخب عضو مجلس نواب تسمانيا.